# Hans Wegner
Hans Jørgensen Wegner (2. dubna 1914 Tønder - 26. ledna 2007 Kodaň) byl dánský designér, který navrhoval nábytek, zejména židle a křesla. Podílel se ale také na realizaci velkých architektonických projektů, pro které navrhl kompletní interiéry včetně veškerého nábytku. Aarhuská radnice (návrh 1937, dokončena 1941) byla v roce 2006 vybrána mezi dvanáct nejvýznamnějších architektonických a krajinářských děl dánského kulturního dědictví a zapsána na seznam tzv. Dánského kulturního kánonu.
Jeho dílo spolu se společným úsilím několika výrobců přispělo k mezinárodní popularitě dánského designu. Jeho styl je často popisován jako organický funkcionalismus, modernistická škola s důrazem na funkčnost. Tato myšlenková škola vznikla především ve skandinávských zemích za přispění architektů a designérů jako byli Dán Poul Henningsen, Fin Alvar Aalto nebo rovněž Dán Arne Jacobsen.

## Život a dílo

### Design nábytku
Wegner byl pro svou rozsáhlou tvorbu v oblasti designu sedacího nábytku označován jako „král židlí“. Za svůj život navrhl více než 500 různých židlí a křesel, z nichž více než 100 se dočkalo sériové výroby a mnohé z nich se staly nezaměnitelnými ikonami designu (viz tabulka s fotografiemi a popisem nejznámější výrobků). Pro jeho tvorbu je charakteristická snaha navrhnout takový kus nábytku, který by byl zajímavý i při pohledu zezadu. Kolem roku 1940 navázal spolupráci s nábytkářskou firmou Johanes Hansen, pro niž navrhl například dnes již ikonickou čínskou židli vyrobenou z ohýbané překližky.

### Aarhuská radnice
Exteriér nové radnice ve městě Aarhus navrhli v roce 1937 Arne Jacobsen a Erik Møller. Hans Wegner měl na starosti návrh interiérů a veškerého nábytku, který byl pro radnici připraven na míru. Interiér je poměrně rozmanitý, ale s jednotícími prvky. Jsou využity dubové parkety, keramické dlaždice s různými vzory, speciálně navržený dřevěný nábytek, prosklené stěny, dřevěné stěny a velké nástěnné malby a dekorace. Uvnitř je na kovové architektonické prvky použita mosaz a bronz.
Zpočátku byl proti stavbě nové radnice poměrně značný odpor a až obsáhlý článek jiného významného architekta Povla Stegmanna (spoluautora vítězného návrhu na Aarhuskou univerzitu z roku 1931) významně přispěl k jeho překonání. Architekti také přidali věž a upravili exteriér. Radnice byla slavnostně otevřena 2. června 1941 a postupně si její originální řešení exteriéru i interiéru získávalo stále větší ohlas. Nakonec, pro své architektonické hodnoty a zachování interiéru s originálním designem téměř v původním stavu, byla radnice nejprve od roku 1994 památkově chráněna a v roce 20006 vybrána mezi dvanáct nejvýznamnějších architektonických a krajinářských děl dánského kulturního dědictví a zapsána na seznam tzv. Dánského kulturního kánonu. Protože do něho byla zařazena i již zmíněná Aarhuská univerzita, je město Aarhus jediné místo kromě Kodaně, které má více položek v tomto exkluzivním seznamu.

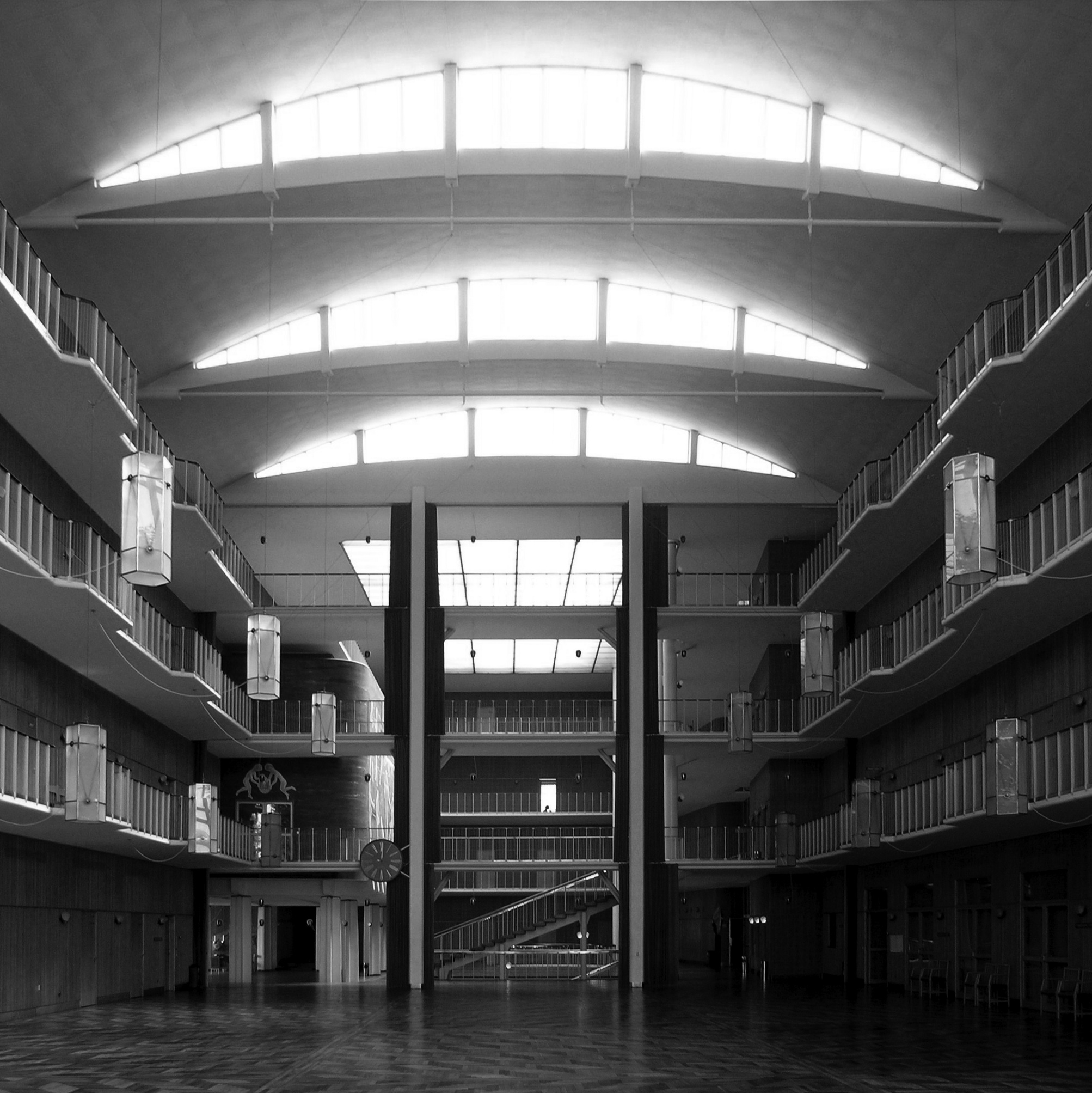
Interiér radnice
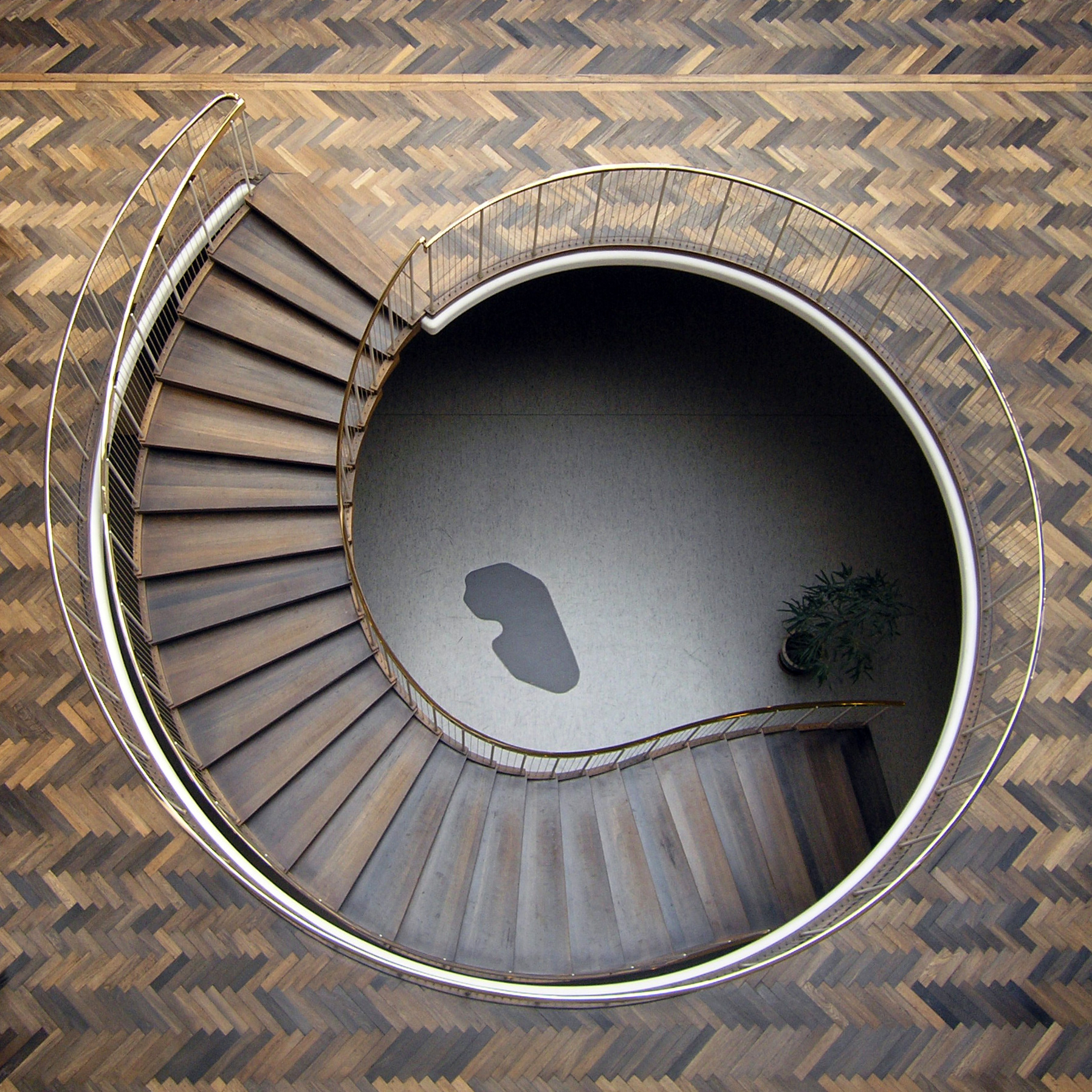
Schodiště
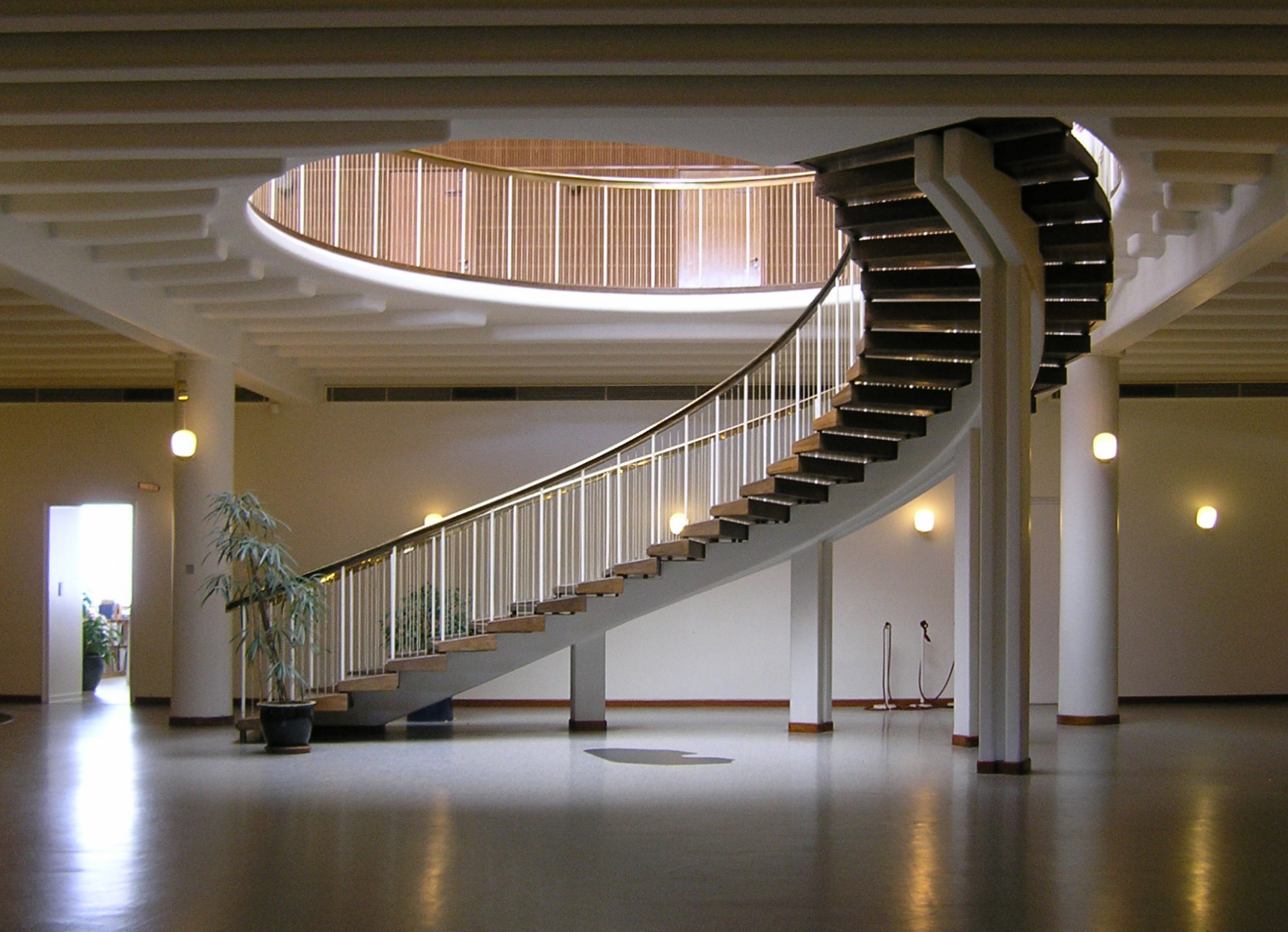
Schodiště
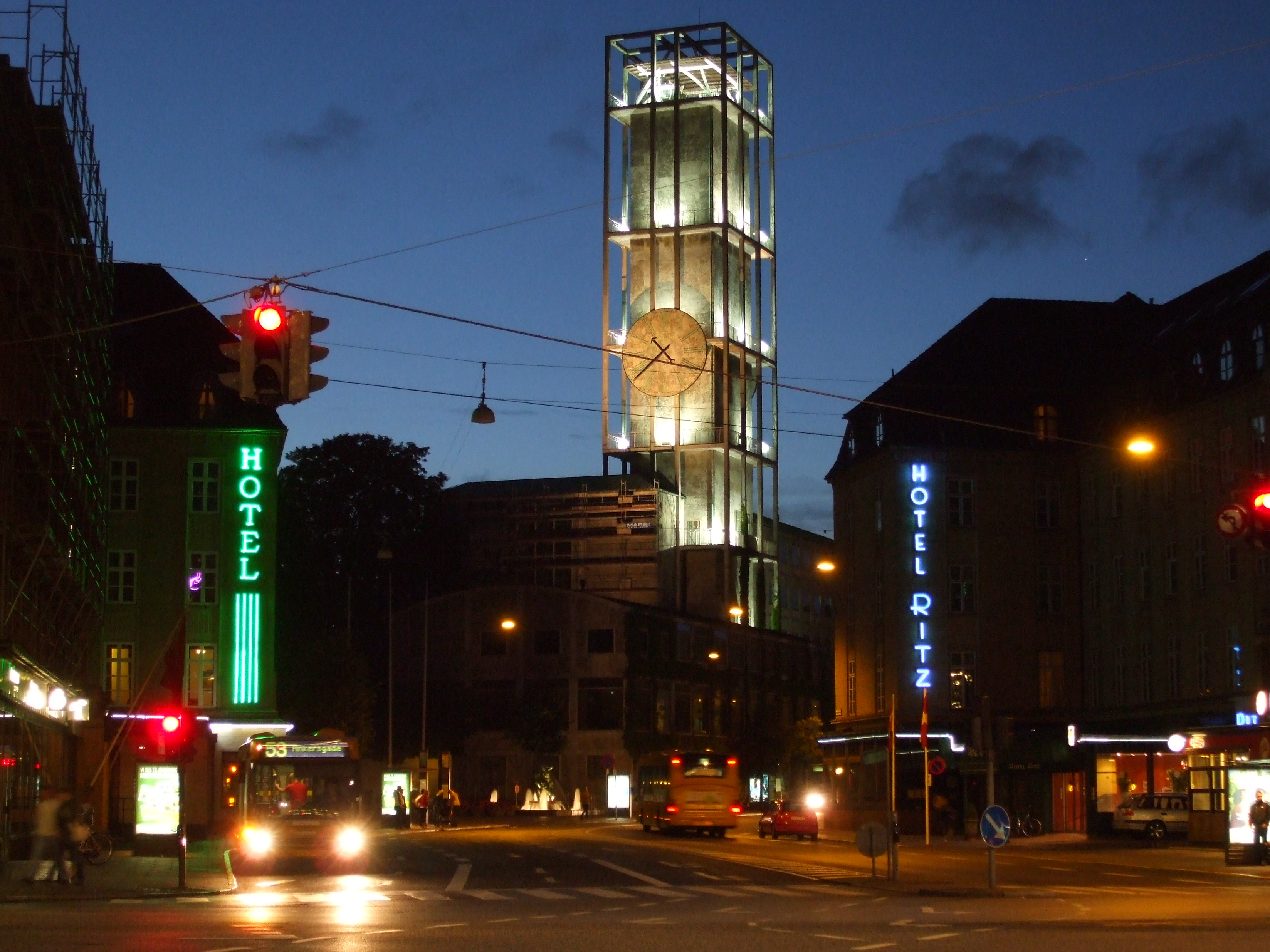
Noční pohled

## Design: vybrané výrobky
| Obrázek | Jméno a popis | Původní výrobce (Současný)       | Rok  |
| ------- | --- | -------------------------------- | ---- |
|         | Rocking Chair (J16) | FDB Møbler (Fredericia)          | 1944 |
|         | Chinese Chair (no.1) / (FH4283), Série China Chair byla inspirována portrétem dánských obchodníků sedících na tradičních židlích z období Ming. První z nich, vyrobená společností Fritz Hansen, je nejblíže původnímu vzoru: opěradlo je vytvarováno do područky, která je zakončena ozdobnou zakřivenou koncovkou. | Fritz Hansen                     | 1944 |
|         | Chinese Chair (no. 4) / (PP66), China Chair č. 4 je čistší destilací původní podoby. Obsahuje mnoho výrazně dánských prvků, jako je například plovoucí opěrka sedáku (u čalouněného modelu). Nechybí ani obloukovité a hoblované opěradlo, které se objevuje na mnoha následujících Wegnerových židlích, včetně níže uvedené židle Wishbone. | Fritz Hansen (PP Møbler)         | 1945 |
|         | Peacock Chair Křeslo Peacock bylo inspirováno tradičním křeslem Windsor. Wegner „přehnal“ obloukovité opěradlo a vytvořil tak vysokou, ale vzdušnou židli. Vřetena opěradla jsou zploštělá přibližně v oblasti lopatek člověka, což vizuálně evokuje opeření ptačího ocasu. | Johannes Hansen (PP Møbler)      | 1947 |
|         | Round Chair Návrh nejlépe reprezentuje Wegnerovu designovou filozofii „neustálého očišťování... zkrácení na nejjednodušší možné prvky – čtyři nohy, sedák a kombinovanou horní lištu a područky“. Do širokého povědomí se dostala v roce 1960 při televizní debatě mezi Richardem Nixonem a Johnem F. Kennedym, kdy oba prezidentští kandidáti během debaty seděli v tomto křesle. | Johannes Hansen (PP Møbler)      | 1949 |
|         | Folding Chair (JH512) Lehká skládací židle s rákosovým sedákem, vycházející z historických skládacích židlí. Wegner ji mimo jiné vybavil háčkem, aby bylo možné židli zavěsit na zeď a ušetřit tak místo. | Johannes Hansen (PP Møbler)      | 1949 |
|         | Wishbone Chair (CH24) Židle Wishbone byla prvním výsledkem spolupráce mezi Wegnerem a výrobcem Carlem Hansenem, který ji vyráběl od roku 1950. V roce 1944 zahájil Wegner sérii židlí inspirovanou portrétem dánských obchodníků sedících na tradičních židlích z období Ming. Židle Wishbone je poslední a nejvýraznější z této série. Inspirace je jasně patrná, ale židle je současně originálním návrhem. Zadní nohy jsou ohýbané v páře do oblouku, který se zužuje a spojuje s kruhovou (také v páře ohnutou) opěrnou lištou. Výrobní postup je náročný, ale výsledkem je pevná a lehká židle. | Carl Hansen & Søn                | 1949 |
|         | Flag Halyard Chair (GE225) Wegner často vycházel z historických forem, ale vytvářel také návrhy, které neměly precedens. Křeslo Flag Halyard byla inspirována výletem na pláž, během něhož Wegner vyryl formu do písku. Design z kovu, provazu a ovčí kůže je z hlediska použitého materiálu neobvyklým, nikoli však ojedinělým odklonem od Wegnerova hojného používání dřeva. | Getama (PP Møbler)               | 1950 |
|         | Papa Bear Chair (AP19) Čalouněné křeslo s dřevěnými opěrkami rukou, které připomínají medvědí tlapy. Někdy se označuje jako křeslo Teddy Bear. | A.P. Stolen (PP Møbler)          | 1951 |
|         | Sawhorse Easy Chair | Carl Hansen & Søn                | 1952 |
|         | Valet chair Toto křeslo má prvky pro zavěšení nebo uložení jednotlivých částí pánského obleku. Opěradlo je vyřezáno tak, aby se dalo použít jako věšák, kalhoty lze zavěsit na kolejnici na okraji sedadla a vše ostatní lze uložit do úložného prostoru pod sedadlem. | Johannes Hansen (PP Møbler)      | 1953 |
|         | Swivel Chair (JH502, PP502) Wegner vytvořil tuto kancelářskou židli inspirovanou kritikou doktora Egilla Snorrasona, který upozornil na to, že dánský nábytek ignoruje ergonomii. | Johannes Hansen (PP Møbler)      | 1955 |
|         | Ox Chair, doslova Volské křeslo, které se dodávalo s rohy nebo bez nich, ukazuje méně vážnou stránku Wegnerových návrhů. „Musíme si dát pozor,“ řekl jednou, „aby se všechno nestalo tak strašně vážným. Musíme si hrát – ale musíme si hrát vážně.“ Volské křeslo bylo Wegnerovo oblíbené a až do jeho smrti zaujímal jeden kus místo v jeho obývacím pokoji. | Johannes Hansen (Erik Jørgensen) | 1960 |
|         | Shell Chair (CH07) Židle byla sice navržena v roce 1960, ale kvůli zákazníkům, kterým se nelíbil výrazný design, se vyráběla jen krátce. Později byla židle znovu uvedena na trh v 90. letech 20. století a u současných spotřebitelů se setkala s větším ohlasem. | Carl Hansen & Søn                | 1963 |
|         | Circle Chair (PP130) Circle Chair byla původně navrženou v roce 1965 se základnou z ocelových trubek, společnost PP Møbler ji v roce 1985 uvedla do výroby a použila přitom výhradně dřevo. | PP Møbler                        | 1985 |